# هلن دنمان
هلن دنمان (انگلیسی: Helen Denman؛ زادهٔ ۴ سپتامبر ۱۹۷۶) شناگر اهل استرالیا است.
وی در مسابقات کشوری و بین‌المللی در مجموع برندهٔ ۲ مدال طلا، ۴ مدال نقره شده‌است.